# تشارلز شارف
تشارلز شارف (بالإنجليزية: Charles W. Scharf)‏ هو شخصية أعمال وكبير الإداريين التنفيذيين أمريكي، ولد في 24 أبريل 1965.